# オドゥル人
- オドュル人
- タイガ・ユカギール人
- コリマ・ユカギール人

オドゥル人（オドゥルじん、ロシア語: одул, 英語: odul）とは、ロシア連邦のサハ共和国に居住するユカギール人。

## 概要
オドゥル人はサハ共和国のコリマ川上流にあるネレムノエに暮らすユカギール人。ロシア語とユカギール語（コリマ・ユカギール語）を話す。主に狩猟採集生活を営んでいる。
「オドゥル」はユカギール語で「強い」「力強い」という意味である。「南部ユカギール」「タイガ・ユカギール」「コリマ・ユカギール」とも呼ばれる。

## ユカギール人との関係
17世紀にロシアの植民地化が始まるまでに、ユカギール人は12の部族に別れていた。
- アライ人
- コヒメ人
- アナウル人
- ラブレン人
- オリュベン人
- オモック人
- ホディン人
- ホロモイ人
- ショーロンボイ人
- ヤンディン人
- ヤンディル人
- ペンジン人

それ以外にも、コンギエニシ人やシェラギ人といった部族がいたとされるが、このうち、チュバン人を除く殆どの部族が伝染病や植民地政策によって絶滅した。オドゥル人はコヒメ人の末裔とされている。
ロシアで行われた2002年の国勢調査では、ユカギール人の一派として、オモック人、アライ人、ヴァドゥル人（ツンドラ・ユカギール語の話者）、オドゥル人、ハンガイト人、デトキル人が確認された、2010年時点で生き残った3つの部族はヴァドゥル人、オドゥル人、そしてチュヴァン人の3部族のみとなっている。